# Meemann Chang
Meemann Chang (chinois : 张弥曼), née le 17 avril 1936 à Nankin est une paléontologue chinoise spécialiste des vertébrés. 

## Biographie
Elle travaille à l'Institut de paléontologie des vertébrés et de paléoanthropologie. Elle a effectué ses études de biologie à l'Université d'État de Moscou et a soutenu sa thèse de doctorat à l'université de Stockholm. En 1983, elle est la première femme directrice de l'Institut de paléontologie des vertébrés et de paléoanthropologie. En 1991, elle est nommée membre de l'Académie chinoise des sciences. En 2018, elle reçoit le prix L'Oréal-Unesco pour les femmes et la science "Pour ses travaux précurseurs sur les fossiles, qui ont fait la lumière sur la façon dont les vertébrés aquatiques se sont adaptés pour vivre sur la terre ferme",. Ses recherches portent notamment sur des fossiles trouvés sur le plateau tibétain et sur les sarcopterygii.